# Alvin Harper
Alvin Craig Harper (* 6. Juli 1968 in Lake Wales, Florida) ist ein ehemaliger US-amerikanischer American-Football-Spieler auf der Position des Wide Receivers. Er spielte unter anderem bei den Dallas Cowboys in der National Football League (NFL).

## College
Harper spielte bei den Tennessee Volunteers, der Mannschaft der University of Tennessee. Mit seiner Mannschaft gewann er 1991 den Sugar Bowl gegen die University of Virginia mit 23:22. 

## Profi
1991 wurde er in der ersten Runde an 12. Stelle des NFL Draft durch die Cowboys verpflichtet. Die Mannschaft der Cowboys war damals im Aufbau begriffen. 1989 hatte Jerry Jones die damals schlechteste Mannschaft der NFL gekauft und Jimmy Johnson als neuen Coach verpflichtet. Beiden gelang es, die Mannschaft sukzessive durch junge, erfolgshungrige Spieler zu verstärken. Darüber hinaus gelang es dem bereits seit 1988 bei den Cowboy spielenden Wide Receiver Michael Irvin einen Kreuzbandriss zu überwinden. Er bildete zusammen mit Harper ein explosives Receiverduo. Beide Spieler waren extrem fangsicher, was der gegnerischen Abwehr erschwerte sich auf einen Passempfänger zu konzentrieren.
Harper gewann mit den Cowboys insgesamt zweimal den Super Bowl – im Endspiel 1992/93 Super Bowl XXVII gegen die Buffalo Bills mit 52:17 und im Endspiel 1993/94 Super Bowl XXVIII erneut gegen die Mannschaft aus Buffalo mit 30:13. In den beiden Jahren des Super Bowl Gewinns konnte Harper insgesamt 13 Touchdowns in der Regular Season erzielen. Er war nach Michael Irvin der erfolgreichste Wide Receiver der Cowboys in dieser Zeit. Für die Saison 1995 verpflichtete sich Harper bei den Tampa Bay Buccaneers für vier Jahre. Der Vertrag wurde mit 10,6 Millionen Dollar vergütet. Die bis zu diesem Zeitpunkt fast schon notorisch erfolglose Mannschaft aus Florida erhoffte sich durch Harper eine Verbesserung des Angriffsspiels, wurde aber bitter enttäuscht. Harper gelangen in Tampa in zwei Jahren lediglich drei Touchdowns. Während eines weiteren Jahrs bei den Washington Redskins gelangen ihm lediglich zwei Passfänge. Nachdem er ein Jahr aussetzte, spielte er 1999 nochmals für die Cowboys, kam aber nur in zwei Spielen zum Einsatz. Sein Versuch bei den Memphis Maniax in der XFL im Jahr 2001 brachte ihm gleichfalls keinen Erfolg. Er beendete daraufhin seine Laufbahn.
Harper hatte auf dem Spielfeld ein spezielles Erkennungszeichen. Immer nach der Erzielung eines Touchdowns legte er den Ball im Stile eines Slam Dunks über die Torlatte.

## Abseits des Spielfelds
Harper wurde 1999 in Maryland wegen zweifachen Autodiebstahls festgenommen. Er erhielt aber lediglich eine Bewährungsstrafe wegen Urkundenfälschung. Die Kennzeichen waren falsch gewesen.

## Ehrungen
Harper gehört zu den Dallas Cowboys All Stars. 

## Trainer
2005 wurde Harper Wide Receiver Coach beim NFLE-Team von Rhein Fire.